# Ну что, приехали: Ремонт
«Ну что, приехали: Ремонт» (англ. Are We Done Yet?) — американская комедия режиссёра Стива Карра. Премьера состоялась 4 апреля 2007 года. Фильм является ремейком киноленты 1948 года «Мистер Блэндингз строит дом своей мечты», где главные роли сыграли Кэри Грант и Мирна Лой. Фильм имеет сходства с картиной 1986 года «Долговая яма», где главные роли сыграли Том Хэнкс и Шилли Лонг. Приквел фильма вышел в 2005 году под названием «Ну что, приехали?».

## Сюжет
Нику Персонсу (Ice Cube) и его новой семье не живётся в маленькой квартире в городе. И они решают переехать за город, учитывая что у Ника новый бизнес и скоро пополнение в семье. Купив дом, Персонсы понимают, что это настоящая развалина, но выхода нет и приходится чинить дом.

## В ролях
- Ice Cube — Ник Персонс
- Ниа Лонг — Сюзан Персонс, жена Ника
- Джон Макгинли — Чак Митчел, риелтор
- Алейша Аллен — Линдси Персонс
- Филип Болден — Кевин Персонс

### Второстепенные
- Тадж Маури — Дэнни Пулу
- Дэн Йоффре — Билли Пулу
- Педро Мигель Арсе — Джорджи Пулу
- Линда Кэш — миссис Руни
- Хэйз МакАртур — бармен Джимми
- Мэджик Джонсон — камео
- Колин Стрэндж — Колин Персонс
- Гэвин Стрэндж — Тай Персонс
- Джонатан Кац — мистер Руни

## Производство
По сценарию действия происходят в Портленде и его окрестностях — городке Ньюбург (Newberg) штат Орегон (США). Фильм снимался в Тсавассене (Tsawwassen) в Британской Колумбии (Канада).

## Критика
Фильм получил преимущественно отрицательные отзывы. Рецензия-опрос веб-сайта Rotten Tomatoes показала, что 8 % респондентов дали положительный отзыв о фильме, что хуже чем приквел, набравший 12 %. Но сайт Metacritic оценил фильм на 36 %, лучше чем приквел на 9 %.